# Иринa Анђел
Ирина Комнина Ангелина (средњегрч. Ειρηνη Κομνηνη Αγγελινα) је била византијска принцеза, прворођена ћерка цара Алексија III Анђела и Еуфросине Дука Каматер.

## Живот
Ирина је рођена пре владавине њеног оца Алексија, који је 1195. године, извршио државни удар, збацио је са власти свог брата цара Исака II и заузео је царски престо. У то време, Ирина је већ била удата за великог друнгарија Андроника Кондостефана, који је, према Хонијату, био даљи рођак њене мајке царице Еуфросине.
Андроник Кондостефан је умро око 1196. године, повукавши се мало пре тога у манастир. Око 1198. године цар је одлучио да удовицу Ирину уда за севастократора Алексија Палеолога. Цар Алексије III, који није имао синове, планирао је овим браком да стекне наследника престола у лику свог новог зета. У то време, међутим, севастократор Алексије Палеолог је већ био ожењен, због чега га је цар приморао да се разведе од прве жене. Тако су се у лето 1199. принцеза Ирина и севастократор Алексије Палеолог венчали на веома свечаној церемонији: Ирина, која је носила црвене ципеле, добила је титулу Василисе, а Алексије је почаствован титулом деспота и постао је наследник престола. У исто време, Иринина млађа сестра, такође удовица Ана Анђел, била је удата за Теодора Ласкариса, оснивача Никејског царства.
Из брака деспине Ирине и деспота Алексија Палеолога рођена је једна ћерка – Теодора Ангелина Палеологина (* око 1200; † као монахиња Теодосија), која се 1216. године удала за великог доместика Андроника Комнина Палеолога (* око 1190; † 1248/1252). ) мајка будућег византијског цара Михаила VIII Палеолога.
Деспина Ирина Анђел је надживела и свог другог мужа, који је умро 1203. Она је сама завршила живот у изгнанству далеко од Цариграда, а тачна година њене смрти остала је непозната.